# Leo Ieiri
Leo Ieiri (家入 レオ, Ieiri Reo), née le 13 décembre 1994 à Kurume, est une chanteuse de musique pop japonaise.

## Biographie
Leo Ieiri naît le 13 décembre 1994 à Kurume, dans la préfecture de Fukuoka. À l'âge de 13 ans, elle intègre une école de musique réputée située à Fukuoka. Au printemps 2011, alors âgée de 16 ans, la native de Kurume quitte son domicile familial pour Tōkyō dans le but de lancer sa carrière musicale. L'année suivante, en 2012, la chanteuse sort le single Sabrina (サブリナ), lequel est utilisé comme 3e générique de fin pour l'anime Toriko et est certifié single de platine,, devenant ainsi son premier grand succès. Son second single, Shine, sort en mai 2012 et sert de générique d'ouverture au drama Kaeru no Oujo-sama (ja). Son premier album, intitulé LEO, sorti en octobre de la même année, rencontre lui aussi un grand succès. Lors de l'édition 2012 des Japan Record Awards, Leo Ieiri remporte le prix de la meilleure nouvelle artiste de l'année.
En 2013, son single Taiyō no Megami (太陽の女神) sert de générique d'ouverture au drama Umi no Ue no Shinryojo (ja).
Le 19 février 2014, Leo Ieiri dévoile son deuxième album studio : A Boy. Produit par Tezuka Productions, le clip vidéo de A Boy, le titre majeur et éponyme de l'album, a la particularité d'être un clip animé et de se dérouler dans l'univers du manga Le Roi Léo. 
Le 30 juillet 2014, la chanteuse sort le single Junjō (純情) pour servir de nouveau générique de fin à l'anime Dragon Ball Z Kai,. Il s'ensuit le single Silly en octobre 2014, lequel est utilisé comme générique de début au drama N no Tame ni (ja); puis le single Miss You en février 2015, lequel protagonise l'actrice Hana Sugisaki.
Son troisième album, intitulé 20, sort le 25 février 2015.
En août 2015 est dévoilé le single Kimi ga Kureta Natsu (君がくれた夏), lequel sert de générique d'ouverture au drama Koinaka (en). Bokutachi no Mirai (僕たちの未来), sorti en avril 2016, est à son tour utilisé pour le générique d'ouverture du drama Omukae desu (en).
Le 6 juillet 2016, Leo Ieiri délivre WE, son quatrième album studio.
Le 27 septembre 2017, Leo Ieiri dévoile le titre Koi no Hajimari (恋のはじまり) en collaboration avec les chanteuses Sakura Fujiwara (en) et Sakurako Ōhara.
À l'automne 2017, la chanteuse figure au casting du drama Shinjuku Seven (ja).
Le 21 février 2018, elle sort son cinquième album intitulé TIME.

## Discographie

### Albums studio
- 2012 : LEO
- 2014 : A Boy
- 2015 : 20
- 2016 : WE
- 2018 : TIME
- 2019 : Duo
- 2023 : Naked

### Mini-albums
- 2013 : Message
- 2014 : Chocolate
- 2020 : Answer

### Singles
- 2012 : Sabrina
- 2012 : Shine
- 2012 : Bless You
- 2012 : Say Goodbye
- 2013 : Message
- 2013 : Taiyō no Megami
- 2014 : Chocolate
- 2014 : Junjō
- 2014 : Silly
- 2015 : Miss You
- 2015 : Kimi ga Kureta Natsu
- 2016 : Hello to the World
- 2016 : Bokutachi no Mirai
- 2017 : Zutto Futari de
- 2017 : Koi no Hajimari (avec Sakura Fujiwara (en) & Sakurako Ōhara)
- 2017 : Relax
- 2018 : Moshi Kimi Wo Yurusetara
- 2019 : Kono Sekai de
- 2020 : Mikansei
- 2020 : Answer
- 2021 : Sora to Ao
- 2022 : Lemon Soda
- 2022 : Pain
- 2022 : Kawaii Hito
- 2022 : Usotsuki
- 2023 : Shooting Star
- 2023 : Binkan
- 2024 : Kibō no namae (avec Momo Asakura)
- 2024 : Waltz

## Filmographie

### Dramas
- 2017 : Shinjuku Seven (ja) - Shiori

## Distinctions
| Années | Cérémonies                      | Catégories                    | Résultats |
| ------ | ------------------------------- | ----------------------------- | --------- |
| 2012   | Japan Record Awards             | Meilleur nouvel artiste       | Lauréat   |
| 2013   | Japan Record Awards             | Prix de l'excellence musicale | Lauréat   |
| 2013   | Japan Record Awards             | Grand Prix                    | Perdu     |
| 2014   | Mnet Asian Music Awards         | Artiste japonais de l'année   | Lauréat   |
| 2016   | Space Shower Music Video Awards | Meilleure artiste féminine    | Perdu     |